# Arvid Thörn
Arvid Thörn (né le 13 février 1911 à Grängesberg et mort le 2 décembre 1986 à Stockholm, est un footballeur international suédois. Il évolue au poste d'attaquant au IFK Grängesberg et à Örebro SK durant les années 1930.
Il compte deux sélections pour un but inscrit en équipe de Suède.

## Biographie
On sait peu de choses sur lui sauf qu'il joue tout d'abord dans le club du IFK Grängesberg. Il rejoint ensuite l'Örebro SK et joue avec l'équipe de Suède durant la coupe du monde 1934 en Italie, où son pays atteint les quarts-de-finale.